# Network (filme)
Network (br: Network – Rede de Intrigas / pt: Network – Escândalo na TV) é um filme satírico estadunidense de 1976, do gênero comédia negra, dirigido por Sidney Lumet.

## Sinopse
Um locutor de noticiário de uma rede de televisão estadunidense é demitido em razão da baixa audiência do programa. Ele então anuncia que irá cometer suicídio no ar. Por esta razão, os índices de audiência do programa voltam a crescer, ele passa a ser conhecido como o Profeta Louco, e é readmitdo. Mas seu comportamento insano faz com que os responsáveis pela sua ascensão decidam detê-lo.

## Elenco
- Faye Dunaway .... Diana Christensen
- William Holden .... Max Schumacher
- Peter Finch .... Howard Beale
- Robert Duvall .... Frank Hackett
- Wesley Addy .... Nelson Chaney
- Ned Beatty .... Arthur Jensen
- Arthur Burghardt .... Grande Ahmed Kahn
- Bill Burrows .... diretor da televisão
- John Carpenter .... George Bosch
- Jordan Charney .... Harry Hunter
- Kathy Cronkite .... Mary Ann Gifford
- Ed Crowley .... Joe Donnelly
- Jerome Dempsey .... Walter C. Amundsen
- Conchata Ferrell .... Barbara Schlesinger
- Gene Gross .... Milton K. Steinman
- Beatrice Straight .... Louise Schumacher

## Recepção
No site agregador de críticas Rotten Tomatoes, 91% das 53 avaliações dos críticos são positivas.

## Principais prêmios e indicações
Oscar 1977 (EUA)
| Ano  | Categoria                | Recipiente        | Resultado |
| ---- | ------------------------ | ----------------- | --------- |
| 1977 | Melhor Filme             | Melhor Filme      | Indicado  |
| 1977 | Melhor Diretor           | Sidney Lumet      | Indicado  |
| 1977 | Melhor Ator              | Peter Finch       | Venceu    |
| 1977 | Melhor Ator              | William Holden    | Indicado  |
| 1977 | Melhor Atriz             | Faye Dunaway      | Venceu    |
| 1977 | Melhor Ator Coadjuvante  | Ned Beatty        | Indicado  |
| 1977 | Melhor Atriz Coadjuvante | Beatrice Straight | Venceu    |
| 1977 | Melhor Roteiro Original  | Paddy Chayefsky   | Venceu    |
| 1977 | Melhor Edição            | Alan Heim         | Indicado  |
| 1977 | Melhor Fotografia        | Owen Roizman      | Indicado  |

- Peter Finch foi o primeiro ator a ganhar um Oscar póstumo (que foi recebido pela viúva de Finch: Eletha Finch) pois havia morrido devido a um ataque cardíaco (as cenas no qual o personagem grita diante da câmera foram feitas paulatinamente, devido ao problema cardíaco do ator). Somente outro ator ganhou postumamente, Heath Ledger, em The Dark Knight, onde interpretou o vilão Coringa.
- A atuação de Beatrice Straight Louise Schumacher ocupa somente 5 minutos e 2 segundos do filme, tornando-se o desempenho mais curto a ganhar um Oscar desde de Gloria Grahame em The Bad and the Beautiful (1953), que apareceu no filme durante 9 minutos e 32 segundos.

Globo de Ouro 1977 (EUA)
- Venceu nas categorias de Melhor Ator - Drama (Peter Finch), Melhor Diretor (Sidney Lumet), Melhor Atriz - Drama (Faye Dunaway) e Melhor Roteiro (Paddy Chayefsky).
- Indicado na categoria de Melhor Filme - Drama.

BAFTA 1978 (Reino Unido)
- Venceu na categoria de Melhor Ator (Peter Finch).
- Indicado nas caegorias de Melhor Ator (William Holden), Melhor Atriz (Faye Dunaway), Melhor Diretor (Sidney Lumet), Melhor Edição (Alan Heim), Melhor Filme (Howard Gottfried e Fred C. Caruso)), Melhor Roteiro (Paddy Chayefsky), Melhor Trilha Sonora (Elliot Lawrence) e Melhor Ator Coadjuvante (Robert Duvall).

Prêmio David 1977 (Itália)
- Venceu na categoria de Melhor Atriz Estrangeira (Faye Dunaway).

Academia Japonesa de Cinema 1978 (Japão)
- Indicado na categoria de Melhor Filme Estrangeiro.